# مداخله زنان اهل سابین
مداخله زنان اهل سابین (به فرانسوی: Les Sabines) اثری است در سبک نئوکلاسیک از ژاک لویی داوید که با رنگ روغن خلق شد.
اندیشه نگارگری این اثر هنگامی که داوید در سال ۱۷۹۵ در کاخ لوکزامبورگ محبوس بود به ذهنش رسید. در آن هنگام وی بین کشیدن این اثر و کشیدن «از بر خوانی هومر برای یونانیان» مردد بود. سر انجام تصمیم گرفت تا با رنگ‌روغن، زنان سابینی که خود را میانجی جداکردن رومی‌ها و سابینی‌ها می‌کنند را به عنوان خاتمه طرح تجاوز به زنان سابینی اثر نیکولاس پوسین (نقاش فرانسوی) نگارگری کند.
او برای خلق این اثر، نزدیک به ۴ سال از عمر خود را صرف کرد و از ۱۷۹۶ کار بر روی آن را آغاز کرد؛ زمانی که فرانسه پس از دوران حکومت وحشت* و شورش ترمیدورین در حال جنگ با دیگر ملت‌های اروپایی بود. خود داوید نیز در آن دوران به دلیل حمایت از روبسپیر به زندان افتاده بود. بعد از اینکه همسر داوید که از او کدورت داشت در زندان به ملاقات وی آمد، داوید به فکر افتاد برای گرامی‌داشت همسرش این تابلو را با تِمی که نشان دهد عشق بر ستیزه پیروز می‌شود ترسیم کند. همچنین این تابلو را پیشنهادی برای از نو متحد شدن مردم بعد از دوران خونریزی جنگ می‌دانند.
تابلو «هرسیلیا»، همسر رومولوس رومی و دختر تیتوس تاتیوس، رهبر سابینی‌ها را نشان می‌دهد که میان همسر و پدرش شتافته و کودکانش را حائل آنها می‌کند. رومولوس که نیرومند تصویر شده‌است آماده‌است با نیزه خود تیتوس را که تقریباً عقب‌نشینی کرده‌است بزند اما مردد است. دیگر جنگجویان شمشیرهای خود را غلاف کرده‌اند.
داوید در سال ۱۷۹۹ آن را در موزه لوور به نمایش گذاشت و تا سال ۱۸۰۵ بینندگان بسیاری را به خود جلب کرد. پس از اخراج هنرمندان از لوور که شامل حال ژاک لویی داوید هم می‌شد، او نگاره‌اش را به کلیسای قدیمی روستای کلونی که آنجا را به صورت کارگاهش درآورده بود، انتقال داد.
داوید در سال ۱۸۱۹ این نگاره را به مبلغ ده هزار فرانک به سازمان موزه‌های سلطنتی فروخت و آن را در کاخ لوکزامبورگ آویختند. اما در سال ۱۸۲۶ پس از مرگش، این نگاره دوباره به لوور بازگردانده شد.